# Jacob Steen Christensen
Jacob Steen Christensen (født 25. juni 2001) er en dansk fodboldspiller, der har spillet for den danske klub FC Nordsjælland, og fra sommeren 2023 for FC Köln.

## Klubkarriere
Christensen spillede for Akademisk Boldklub, inden han i en alder af 12 år skiftede til Farum Boldklub / FC Nordsjælland.

### FC Nordsjælland
Christensen fik sin debut i Superligaen for FC Nordjælland den 15. juli 2018, da han sammen med Ibrahim Sadiq blev skiftet ind i det 73. minut i stedet for Benjamin Tiedemann og Andreas Skov Olsen i 1-0-sejr over Esbjerg fB i en alder af 17 år. I runden efter, den 22. juli 2018, startede han til gengæld inde.
I starten af oktober 2018 skrev under på en forlængelse af sin kontrakt, således parterne fik papir på hinanden frem til sommeren 2021.